# Cimanes del Tejar (kommunhuvudort)
Cimanes del Tejar är en kommunhuvudort i Spanien.   Den ligger i provinsen Provincia de León och regionen Kastilien och Leon, i den nordvästra delen av landet, 300 km nordväst om huvudstaden Madrid. Cimanes del Tejar ligger 903 meter över havet och antalet invånare är 872.
Terrängen runt Cimanes del Tejar är platt åt sydost, men åt nordväst är den kuperad. Runt Cimanes del Tejar är det ganska tätbefolkat, med 54 invånare per kvadratkilometer. Närmaste större samhälle är León, 19,3 km öster om Cimanes del Tejar. Trakten runt Cimanes del Tejar består i huvudsak av gräsmarker.